# Zlatni Rat

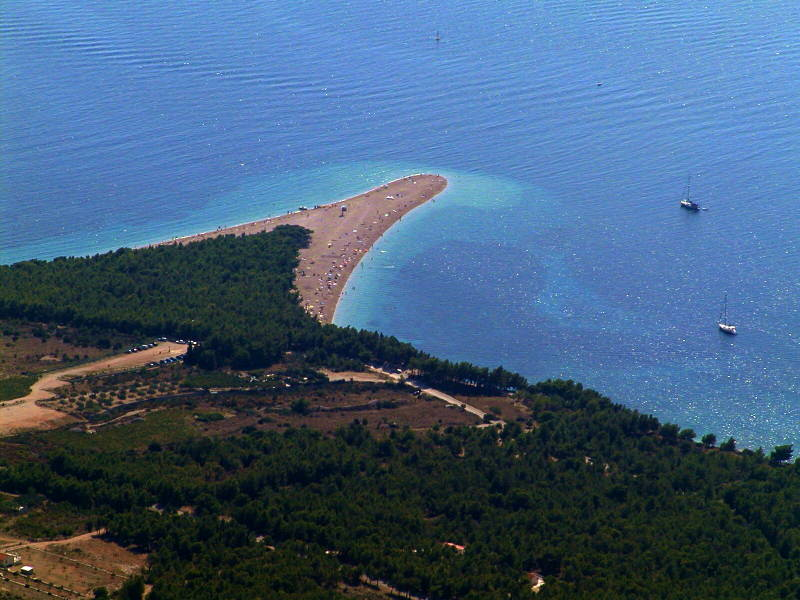
Zlatni Rat

Zlatni Rat (Kroatisch voor Gouden Hoorn) is een landtong met een uitlopend strand nabij het plaatsje Bol aan de zuidkust van het eiland Brač in de Adriatische Zee, vlak voor de zuidkust van Kroatië. De landtong wordt Gouden Hoorn genoemd vanwege de vorm van de landtong, die overeenkomsten vertoont met die van een hoorn. Door wisselende getijden verandert de vorm van het strand continu. Het strand is erg geliefd onder watersporters.